# Neagolius heydeni
Neagolius heydeni är en skalbaggsart som beskrevs av Edgar von Harold 1871. Neagolius heydeni ingår i släktet Neagolius och familjen Aphodiidae. Inga underarter finns listade i Catalogue of Life.